# The Parallax II: Future Sequence
The Parallax II: Future Sequence är det sjätte studioalbumet av det amerikanske progressiva metalbandet Between the Buried and Me. Albumet släpptes den 9 oktober 2012. Albumets berättelse fortsätter där EP:n The Parallax: Hypersleep Dialogues slutade. Gitarristerna Paul Waggoner och Dustie Waring har sagt att detta var deras favoritrelease, med mer dynamik och influenser från progressiv rock, jazz och fusion. Det är hittills deras längsta studioalbum.

## Låtlista
All sångtext är skriven av Tommy Giles Rogers, alla låtar är komponerade av Between the Buried and Me.
| Nr  | Titel                           | Längd |
| --- | ------------------------------- | ----- |
| 1.  | "Goodbye to Everything"         | 1:39  |
| 2.  | "Astral Body"                   | 5:01  |
| 3.  | "Lay Your Ghosts to Rest"       | 10:02 |
| 4.  | "Autumn"                        | 1:17  |
| 5.  | "Extremophile Elite"            | 9:58  |
| 6.  | "Parallax"                      | 1:15  |
| 7.  | "The Black Box"                 | 2:10  |
| 8.  | "Telos"                         | 9:45  |
| 9.  | "Bloom"                         | 3:29  |
| 10. | "Melting City"                  | 10:19 |
| 11. | "Silent Flight Parliament"      | 15:09 |
| 12. | "Goodbye to Everything Reprise" | 2:29  |

## Musiker

### Between the Buried and Me
- Dan Briggs - Bas, keyboard, bakgrundssång
- Blake Richardson - Trummor
- Tommy Giles Rogers Jr. - Sång, keyboard
- Paul Waggoner - Gitarr, sång
- Dustie Waring - Gitarr

### Gästmusiker
- Amos Williams (Tesseract) - Talade ord på 'Parallax'
- Walter Fancourt (Trioscapes) - Basklarinett, flöjt, tenorsaxofon
- Ricky Alexander - Violin
- Julian Hinshaw - Tuba
- Maddox Giles (Sångaren Tommy Giles Rogers spädbarn) - Rymdvarelseljud